# Ga Bản Kiều
Bản Kiều (tiếng Trung: 板橋; bính âm: Bǎnqiáo) là ga đường sắt và tàu điện ngầm ở Tân Bắc, Đài Loan được phục vụ bởi Đường sắt cao tốc Đài Loan, Cục Đường sắt Đài Loan và tàu điện ngầm Đài Bắc. Tất cả các bài hát và nền tảng trong nhà ga được đặt dưới lòng đất.